# Закон ноосфери Вернадського
Зако́н ноосфе́ри Верна́дського — положення, сформульоване В. І. Вернадським (1944) про перетворення біосфери, згідно з яким на сучасному рівні розвитку людської цивілізації вона неминуче перетворюється в ноосферу, тобто в сферу, де найважливішу роль в розвитку природи відіграє розум людини.